# ووه‌لوبه
ووه‌لوبه (انگلیسی: Wewelobe) یک روستا در کشور سری‌لانکا است.